# Acacia loroloba
Acacia loroloba é uma espécie de leguminosa do gênero Acacia, pertencente à família Fabaceae.